# ایوت آندریور
ایوت آندریور (فرانسوی: Yvette Andréyor‎; ۶ اوت ۱۸۹۱ – ۳۰ اکتبر ۱۹۶۲) هنرپیشه اهل فرانسه بود.
از فیلم‌ها یا برنامه‌های تلویزیونی که وی در آنها نقش داشته‌است می‌توان به ژودکس اشاره کرد.